# Kenneth Hegan
Kenneth Edward Jackie Hegan, OBE (24 janvier 1901 - 3 mars 1989), était un footballeur amateur anglais, évoluant au poste d'ailier, qui compte quatre sélections pour l'Angleterre en 1923, marquant quatre buts. Il était membre du club amateur de Corinthian Football Club et soldat professionnel.

## Carrière
Hegan est né à Coventry et a fréquenté l'école Bablake . À la sortie de l'école, il a fréquenté le Royal Military College de Sandhurst, puis a représenté à la fois le collège et l'armée tout en servant avec le 1er Bataillon, les Royal Dublin Fusiliers.

## Corinthians Football Club
Hegan débute avec les Corinthians le 27 décembre 1919 lors d'une victoire 7-2 contre The Army. Ironiquement, il devait jouer pour l'armée, mais a été "prêté" aux Corinthians, qui se sont présentés pour le match à trois joueurs.
Au cours des années 1920 et au début des années 1930, Hegan dispute de nombreux matchs avec les Corinthians, y compris la plupart de leurs matchs de FA Cup. Il était membre de l'équipe qui a battu les Blackburn Rovers 1-0 au premier tour de la coupe le 12 janvier 1924  avant de sortir face à West Bromwich Albion au deuxième tour. En 1925-1926, Corinthian rencontre Manchester City le 9 janvier 1926 ; après un match nul 3-3 dans le premier match (dans lequel Hegan a marqué une fois, Norman Creek marquant les autres), Corinthian a perdu la reprise 4-0. En 1927, il a de nouveau marqué lors d'une victoire 4-0 contre Walsall au troisième tour, avant une défaite 3-1 contre Newcastle United à Crystal Palace devant une foule de 56 338 personnes. Il a joué pour les "Amateurs" dans le FA Charity Shield de 1929.
Il était un membre occasionnel des tournées étrangères des Corinthians. Son dernier match pour Corinthian a eu lieu au Danemark le 16 avril 1933 contre une sélection danoise. Ses fonctions militaires l'ont empêché de participer à la prochaine tournée en Hollande et ont réduit sa carrière de footballeur. Entre 1919 et 1933, il a joué 167 matchs pour Corinthian marquant 50 buts.

## Angleterre
Hegan compte 23 sélections pour l'Angleterre au niveau amateur, y compris aux Jeux olympiques de 1920 à Anvers, lorsque la Grande-Bretagne a été éliminée lors d'une défaite 3-1 contre la Norvège. Il a également remporté quatre sélections complètes pour l'Angleterre. Ses débuts ont lieu le 19 mars 1923 lors d'une victoire 6-1 contre la Belgique, lorsqu'il marque les deux premiers buts de l'Angleterre. Sa prochaine apparition a eu lieu lors du premier international senior joué contre la France le 10 mai 1923 que l'Angleterre a remporté 4-1. Les premier et dernier buts ont été marqués par Hegan tandis que le second est venu de l'attaquant de Sunderland Charlie Buchan  dont on se souvient pour le magazine de football, " Charles Buchan Football Monthly ". Norman Creek a marqué l'autre but de l'Angleterre tandis que la frappe de consolation tardive de la France est venue de Jules Dewaquez.
Hegan est également apparu lors du championnat international à domicile contre l'Irlande du Nord le 20 octobre 1923 (défaite 2-1) et contre la Belgique le 1er novembre (2-2 nul).
Pendant la Seconde Guerre mondiale, il a reçu l'OBE ; il prend sa retraite de l'armée en juillet 1949, ayant atteint le grade de lieutenant-colonel.
Sa carte est le n°15 des 50 dans la série de cartes de cigarettes de 1926 Football Caricatures by 'Mac' publiée par John Player and Sons.